# Vladimir Dorokhov
Vladimir Vyacheslavovich Dorokhov (em russo:  Владимир Вячеславович Дорохов; Leningrado, 18 de fevereiro de 1954 – 18 de dezembro de 2024) foi um jogador de voleibol da Rússia que competiu pela União Soviética nos Jogos Olímpicos de 1976 e 1980.
Em 1976, ele fez parte do time soviético que conquistou a medalha de prata no torneio olímpico, no qual atuou em cinco partidas. Quatro anos depois, ele ganhou a medalha de ouro com a equipe soviética na competição olímpica de 1980, participando de todos os seis jogos.

## Morte
Dorokhov morreu no dia 18 de dezembro de 2024, aos 70 anos.